# Henry A. Cooper

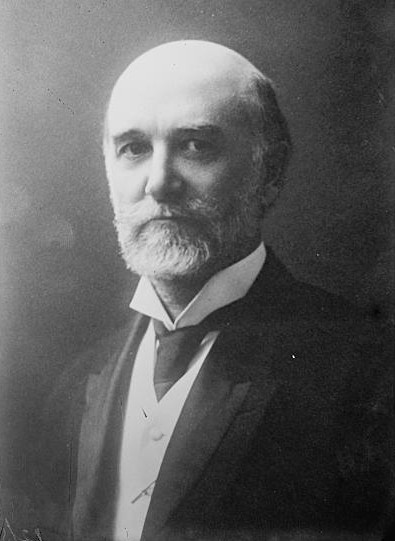
Henry A. Cooper

Henry Allen Cooper (* 8. September 1850 in Spring Prairie, Walworth County, Wisconsin; † 1. März 1931 in Washington, D.C.) war ein US-amerikanischer Politiker. Zwischen 1893 und 1919 sowie nochmals von 1921 bis 1931 vertrat er den Bundesstaat Wisconsin im US-Repräsentantenhaus.

## Werdegang
Bereits im Jahr 1851 kam Henry Cooper als Kleinkind mit seinen Eltern nach Burlington.  Dort besuchte er die öffentlichen Schulen einschließlich der High School, die er im Jahr 1869 abschloss. Danach studierte er bis 1873 an der Northwestern University in Evanston (Illinois). Nach einem anschließenden Jurastudium in Chicago und seiner Zulassung als Rechtsanwalt begann er in Burlington in seinem neuen Beruf zu arbeiten. In den Jahren 1880, 1882 und 1884 wurde er jeweils zum Bezirksstaatsanwalt im Racine County gewählt. Seit 1881 lebte er in der Stadt Racine. Politisch war Cooper Mitglied der Republikanischen Partei. In den Jahren 1884, 1908 und 1924 war er Delegierter zu den jeweiligen Republican National Conventions. Von 1887 bis 1889 saß er im Senat von Wisconsin. Dort war er maßgeblich an der Einführung von geheimen Wahlen auf Staatsebene beteiligt.
Im Jahr 1890 kandidierte Cooper noch erfolglos für den Kongress. Bei den Kongresswahlen des Jahres 1892 wurde er dann im ersten Wahlbezirk von Wisconsin in das US-Repräsentantenhaus in Washington gewählt, wo er am 4. März 1893 die Nachfolge des Demokraten Clinton Babbitt antrat. Nach zwölf Wiederwahlen konnte er bis zum 3. März 1919 zunächst 13 Legislaturperioden im Kongress absolvieren. In dieser Zeit wurden der 16., der 17. und der 18. Verfassungszusatz verabschiedet. Im Jahr 1898 kam es zum Spanisch-Amerikanischen Krieg. Zwischen 1917 und 1918 prägten die Ereignisse des Ersten Weltkrieges auch die Arbeit des Kongresses. Von 1897 bis 1899 war Cooper Vorsitzender des Committee on Rivers and Harbors. Danach war er von 1899 bis 1909 Vorsitzender des Committee on Insular Affairs. Im Jahr 1902 war er maßgeblich am Philippine Organic Act beteiligt. Durch dieses Gesetz wurde auf den Philippinen die erste Verfassung seit der Übernahme des Gebietes durch die Vereinigten Staaten im Jahr 1898 geschaffen.
Bei den Wahlen des Jahres 1918 wurde Cooper nicht bestätigt. Das lag teilweise an seiner Opposition zur amerikanischen Teilnahme am Ersten Weltkrieg. Zwei Jahre später konnte er seinen Abgeordnetensitz im Kongress, den er an Clifford E. Randall verloren hatte, wieder zurückgewinnen. Nach fünf Wiederwahlen verblieb er bis zu seinem Tod am 1. März 1931 im US-Repräsentantenhaus. Da er auch im Jahr 1930 gewählt worden war, hätte er drei Tage nach seinem Tod, am 4. März 1931, eine neue Legislaturperiode beginnen können. Seine letzten Jahre im US-Repräsentantenhaus waren von den Ereignissen der Weltwirtschaftskrise bestimmt. Nach einer Nachwahl ging sein Mandat an Thomas Ryum Amlie. Henry Cooper wurde in Racine beigesetzt.